# Kagungan (Kepil)
Kagungan is een bestuurslaag in het regentschap Wonosobo van de provincie Midden-Java, Indonesië. Kagungan telt 1767 inwoners (volkstelling 2010).